# Серингейрас
Серингейрас (порт. Seringueiras)  —  муниципалитет в Бразилии, входит в штат Рондония. Составная часть мезорегиона Восток штата Рондония. Входит в экономико-статистический  микрорегион Алворада-Д'Оэсти.Население составляет 11 629 человек на 2010 год. Занимает площадь 3 773,51 км². Плотность населения — 3,08 чел./км².

## Демография
Согласно сведениям, собранным в ходе переписи 2010 г. Национальным институтом географии и статистики (IBGE), население муниципалитета составляет:
| Полное население                               | Полное население                               | Полное население                               | Полное население                               | 11 629 |
| ---------------------------------------------- | ---------------------------------------------- | ---------------------------------------------- | ---------------------------------------------- | ------ |
| в том числе:                                   | Городское население                            | 4 397                                          | Процент городского населения, %                | 37,81  |
|                                                | Сельское население                             | 7 232                                          | Процент сельского населения, %                 | 62,19  |
|                                                | Мужское население                              | 6 087                                          | Процент мужского населения, %                  | 52,34  |
|                                                | Женское население                              | 5 542                                          | Процент женского населения, %                  | 47,66  |
| Плотность населения, чел/км²                   | Плотность населения, чел/км²                   | Плотность населения, чел/км²                   | Плотность населения, чел/км²                   | 3,08   |
| Население муниципалитета в % к населению штата | Население муниципалитета в % к населению штата | Население муниципалитета в % к населению штата | Население муниципалитета в % к населению штата | 0,74   |

По данным оценки 2015 года население муниципалитета — 12 581 житель.

## Важнейшие населенные пункты
| № | Населённый пункт | Населённый пункт (порт.) | Категория | Население чел. (2010) | На карте                        |
| - | ---------------- | ------------------------ | --------- | --------------------- | ------------------------------- |
| 1 | Серингейрас      | Seringueiras             | город     | 4397                  | 11°46′04″ ю. ш. 63°02′11″ з. д. |
| 2 | Бон-Сусесу       | Bom Sucesso              | поселок   | 227                   | 11°49′29″ ю. ш. 62°55′20″ з. д. |
| 3 | Нову-Планалту    | Novo Planalto            | поселок   | 112                   | 11°54′03″ ю. ш. 63°05′43″ з. д. |